# C. Arnold Anderson
Pour les articles homonymes, voir Charles Anderson et Anderson.
 (février 2016).
Si vous disposez d'ouvrages ou d'articles de référence ou si vous connaissez des sites web de qualité traitant du thème abordé ici, merci de compléter l'article en donnant les références utiles à sa vérifiabilité et en les liant à la section « Notes et références ».
Charles Arnold Anderson, né à Platte (Dakota du Sud) le 13 janvier 1907 et mort le 26 juin 1990 à Chicago, était un sociologue américain. Il est l'auteur du paradoxe d'Anderson, en 1961.